# Mangifera pedicellata
Espèce
Statut de conservation UICN

 VU D2 : Vulnérable
Mangifera pedicellata est une espèce de plante du genre Mangifera de la famille des Anacardiaceae. Elle n'a été observée qu'à Java en Indonésie.